# Gielniów (gmina)
Pour les articles homonymes, voir Gielniów.
Gielniów est une gmina rurale (gmina wiejska) de la powiat de Przysucha, dans la Voïvodie de Mazovie, dans le centre-est de la Pologne.
Son siège administratif (chef-lieu) est le village de Gielniów, qui se situe environ 10 kilomètres à l'ouest de Przysucha (siège de la powiat) et 100 kilomètres au sud de Varsovie (capitale de la Pologne).
La gmina couvre une superficie de 79,17 km2 pour une population de 4 824 habitants en 2006.

## Histoire
De 1975 à 1998, la gmina est attachée administrativement à la voïvodie de Radom.

Depuis 1999, elle fait partie de la voïvodie de Mazovie.

## Géographie
La gmina inclut les villages et localités de :

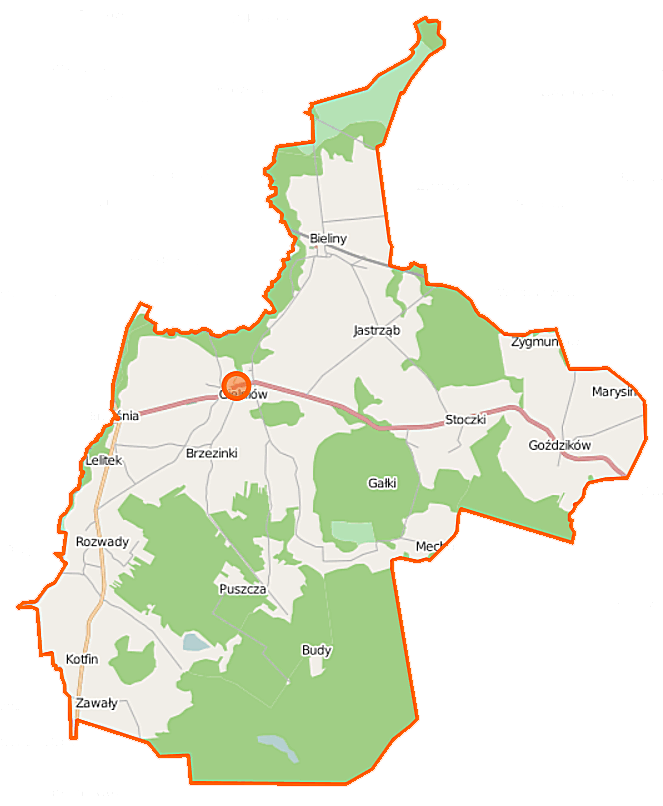
Plan de la gmina

- Antoniów
- Bieliny
- Brzezinki
- Drynia Stużańska
- Gałki
- Gielniów
- Goździków
- Huta
- Jastrząb
- Kotfin
- Marysin
- Mechlin
- Rozwady
- Snarki
- Sołtysy
- Stoczki
- Wywóz
- Zielonka
- Zygmuntów

### Gminy voisines
La gmina de Gielniów est voisine des gminy suivantes :
- Drzewica
- Gowarczów
- Opoczno
- Przysucha
- Rusinów

## Structure du terrain
D'après les données de 2002, la superficie de la commune de Gielniów est de 79,17 km2, répartis comme tel :
- terres agricoles : 53%
- forêts : 41%

La commune représente 9,89% de la superficie du powiat.

## Démographie
Données du 30 juin 2004 :
| Description        | Total  | Total | Femmes | Femmes | Hommes | Hommes |
| ------------------ | ------ | ----- | ------ | ------ | ------ | ------ |
| Unité              | Nombre | %     | Nombre | %      | Nombre | %      |
| Population         | 4 873  | 100   | 2 481  | 50,9   | 2 392  | 49,1   |
| Densité (hab./km²) | 61,6   | 61,6  | 31,3   | 31,3   | 30,2   | 30,2   |